# Avenida João Naves de Ávila
A Avenida João Naves de Ávila é uma das principais vias da cidade de Uberlândia, no Triângulo Mineiro. 
Esta via corta vários bairros das zonas Sul, Leste e Central da cidade.

## Características da via
- A Avenida João Naves de Ávila, tem quatro pistas em cada sentido (sentido centro-bairro e bairro-centro), sendo três pistas de rolamento (uma pista exclusiva de ônibus do transporte público) e uma de estacionamento (em cada sentido).
- Ao decorrer da avenida há 13 estações de ônibus (pequenos terminais), que liga os Terminais Central e Santa Luzia (zona sul), com a linha expressa E-131 e linha parador T-131. [3]

## Comércio
- Na avenida João Naves de Ávila, há muitas concessionárias de veículos, lojas de materiais de construção, hoteis, supermercados, hipermercados, churrascarias, casas e edifícios residenciais e comerciais, dentre outros.

## Principais locais da Avenida João Naves de Ávila
- Center Shopping Uberlândia - Av. João Naves de Ávila, 1331 - Bairro Tibery, Zona Leste.[4]
- UFU - Campus Santa Mônica - Av. João Naves de Ávila, 2121 - Bairro Santa Mônica, Zona Leste.
- Terminal Santa Luzia - Zona Sul.
- Terminal Central - Centro.
- UAI Pampulha (Unidade de Saúde) - Av. João Naves de Ávila, 4920 - Bairro Pampulha, Zona Sul.
- Polícia Federal - Av. João Naves de Ávila, 5800 - Pampulha, Zona Sul.
- Sebrae Minas - Av. João Naves de Ávila, com Izaú Rangel de Mendonça, bairro Jardim Finotti, na Zona Leste.